# 성주이씨 열녀각
성주이씨 열녀각은 충청북도 음성군 생극면에 있다. 2016년 12월 26일 음성군의 향토문화유적 제26호로 지정되었다.

## 개요
성주이씨 열녀각(星州李氏烈女閣)은 영조 18년(1742년)에 명정된 김선경의 처 성주이씨(1545~1592)의 열녀각으로 1865년 건립되었다. 
이 열녀각은 정면 1칸, 측면 1칸의 겹처마 맞배지붕의 목조기와집으로 사면을 홍살로 막고 양옆에 풍벽을 달았다. 안에는 정려편액을 걸었으며, 편액의 뒷면에는 정려의 이건 및 중수한 사실들을 자세히 기록하였다. 
정려의 앞 처마에는 "정렬문"이라 쓴 편액을 걸었다. 성주이씨는 임진왜란 때 왜적에게 희롱을 당하자 자결하였다고 전해진다. 
전통예절 및 유교문화유산으로서의 가치가 있는 문화유적이며, 또한 편액 뒷면의 기록을 통해 중수 시기를 알 수 있는 문화유산으로서의 가치가 있다.